# Pene
De Pene of Peene, ook wel Pe(e)nebeek (Frans: Peene Becque), is een riviertje in het arrondissement Duinkerke in het Noord-Franse Noorderdepartement. Het ontspringt op 86 meter hoogte in het gehucht Montagnard nabij de stad Kassel en mondt 24 kilometer verder ten westen van Wilder uit in de IJzer. Volgens het geografische internetportaal Géoportail zou er nog een tweede, kleinere bron bestaan in het gehucht Dekkersveld nabij Sainte-Marie-Cappel op 43 meter hoogte. De Peene stroomt doorheen de kantons van Kassel en Wormhout langs het stadje Kassel en de dorpjes Okselare, Bavinkhove, Zuidpene, Noordpeene, Ochtezele, Arneke, Ledringem en Wormhout. 

## Slag aan de Peene
Op 11 april 1677 vond aan de Pene de derde Slag bij Kassel plaats, ook wel Slag aan de Peene genoemd. Tijdens deze slag versloeg het Franse leger onder leiding van Filips van Orléans het Nederlandse leger onder aanvoering van prins Willem III van Oranje op verpletterende wijze. In het daaropvolgende Verdrag van Nijmegen (1678) werd het door de Fransen geannexeerde Zee-Vlaanderen, voortaan een deel van Frans-Vlaanderen, definitief naar Frankrijk overgeheveld. 